# Liste der Vertriebenendenkmale in Hessen (G–K)
Die Liste der Vertriebenendenkmale in Hessen (G–K) verzeichnet die Vertriebenendenkmale in hessischen Städten und Gemeinden von Gedern bis Krofdorf-Gleiberg.

## Listen
- Liste der Vertriebenendenkmale in Hessen (A–F)
- Liste der Vertriebenendenkmale in Hessen (L–P)
- Liste der Vertriebenendenkmale in Hessen (R–Z)

## G–K
| Bild            | Ort                 | Lage                                                                               | Jahr         | Beschreibung |  |
| --------------- | ------------------- | ---------------------------------------------------------------------------------- | ------------ | --- |  |
| Bild gesucht BW | Gedern              | Friedhof in Ober-Seemen 50° 25′ 18,8″ N, 9° 14′ 9,6″ O                             | 1948         | Mahnmal |  |
| Bild gesucht BW | Geinsheim am Rhein  | Friedhof 49° 53′ 5,9″ N, 8° 23′ 39,1″ O                                            | 1954         | Gedenkstein |  |
| Bild gesucht BW | Gelnhausen          | Ehrenteil des Friedhofs 50° 12′ 10,5″ N, 9° 12′ 38,3″ O                            | 1951         | Vertriebenenkreuz |  |
| Bild gesucht BW | Gelnhausen          | Müllerwiese 50° 11′ 57,2″ N, 9° 11′ 38,8″ O                                        | 1988         | Treckdenkmal „Trakehnen–Ostpreußen. Opfer des Krieges 1939–45. Der Leidensweg von Mensch und Kreatur bleibt unvergessen. Ost-Westpreußen + Pommern, Kreisgruppe Gelnhausen.“ |  |
|                 | Gemünden (Wohra)    | Bahnhof Gemünden (Wohra) 50° 58′ 43″ N, 8° 57′ 55″ O                               | 2018         | Die Gedenktafel für die Transporte der Heimatvertriebenen aus Hohenelbe im Riesengebirge, Sudetenland, 1200 Personen, Ankunft am 10. März 1946, und aus Dómbovár, Ungarn, 1200 Personen, Ankunft am 13. Juni 1946, wurde am damaligen Bahnhof Gemünden/Wohra am 30. August 2018 enthüllt, in Gegenwart der Zeitzeugen Otto Renner (Sudetendeutsche) und Johann Geigl (Ungarndeutsche), unter anderen. |  |
| 0               | Gernsheim           | Allmendfeld                                                                        |              | Gedenktafel |  |
|                 | Gernsheim           | Europagarten 49° 45′ 11,2″ N, 8° 28′ 47,5″ O                                       | 1999         | Mahnmal „15 Millionen Deutsche wurden nach dem Zweiten Weltkrieg aus ihrer Heimat vertrieben. Aus Ostdeutschland – Ostpreußen, Ostpommern, Ostbrandenburg, Schlesien – aus dem Sudetenland und aus den deutschen Siedlungsgebieten Ost- und Südosteuropas. In Erinnerung an ihre Heimat im Osten und zum Gedenken an die über 2 Millionen Toten der Flucht, Deportation und Vertreibung wurde 1965 dieses Mahnmal errichtet. Bund der Vertriebenen. Ortsverband Gernsheim/Rhein und die Stadt Gernsheim/Rhein. Im September 1999.“ |  |
| 0               | Gernsheim           | Maria Einsiedel                                                                    |              | Gedenkkreuz der Heimatvertriebenen |  |
| 0               | Gernsheim           | Maria Einsiedel                                                                    | 2001         | Grabkreuz eines beseitigten Grabes aus Leitmeritz „`Wohin soll ich mich wenden, wenn Gram und Schmerz mich drücken?` Seit 1947 pilgern Heimatvertriebene nach Maria Einsiedel. Sie gehören zu den 15 Millionen Deutschen die nach dem Zweiten Weltkrieg aus ihrer angestammten Heimatvertrieben wurden: aus Ostdeutschland – Ostpreußen, Ostpommern, Ostbrandenburg, Schlesien – Aus dem Sudetenland und aus den deutschen Siedlungsgebieten Ost- und Südosteuropas. Die Wallfahrer suchen Trost im Schmerz, gedenken der Heimat im Osten und der zwei Millionen Toten der Flucht, Deportation und Vertreibung, beten um Frieden und Versöhnung der Völker. Friedhofskreuz aus Leitmeritz in Nordböhmen. Bund der Vertriebenen. Im Jahr 2001.“ |  |
| 0               | Gießen              |                                                                                    | 1956         | Entfernungstafel, Wappen von Schlesien „Schlesien ist deutsch. Schlesien war deutsch.“ „Schlesien bleibt deutsch. Kattowitz 954 km, Königshütte 947 km, Beuthen 940 km, Gleiwitz 928 km, Oppeln 855 km, Breslau 771 km, Glatz 742 km, Hirschberg 631 km, Liegnitz 701 km, Görlitz 561 km.“ |  |
| 0               | Gießen              | Wieseckaue                                                                         | 1985         | Gedenkstein Mohrungen |  |
| 0               | Gießen              | Kleinlinden                                                                        | 1980         | Gedenkstein, Wappen von Siebenbürgen, Ostpreußen, Pommern, Schlesien und Sudetenland „Zum Gedenken an die Vertreibung 1945–1946.“ |  |
|                 | Glashütten (Taunus) | Butznickel bei Schloßborn 50° 11′ 50,8″ N, 8° 22′ 0,5″ O                           | 1952         | Ostkreuz „Gott lebt.“ – „Alles Leid der Welt wird klein vor Gottes Zukunft.“Das Denkmal wurde am 3. Sonntag im Oktober, also am 18. Oktober 1952 oberhalb der Waldkapelle eingeweiht. Der 3. Sonntag im Oktober war bereits im Sudetenland ein Feiertag gewesen. Seit damals besteht die Tradition einer Wanderung zum Ostkreuz jährlich am 3. Sonntag im Oktober. Am 25. April 2016 musste das Kreuz wegen Baufälligkeit abgebaut werden. Mit Spenden und Mitteln des hessischen Ministeriums für Soziales und Integration konnte August 2017 ein neues Kreuz errichtet werden. Das neue Kreuz wurde am 3. Sonntag im Oktober, also am 22. Oktober 2017 eingeweiht.                                                                           |  |
| Bild gesucht BW | Gorxheimertal       | Friedhof in Unter-Flockenbach 49° 31′ 57,8″ N, 8° 43′ 49,5″ O                      | 1983, 1999   | Gedenkkreuz, Stein „Den Toten in ferner Heimat: Sudetenland, Böhmen, Mähren, Schlesien, Pommern, Ostpreußen, Weichsel u. Warthe, Südost- u. Osteuropa. Gewalt vertrieb uns von dort. Zu bleibendem Gedenken.“ |  |
|                 | Griesheim           | St.-Stephans-Platz 49° 51′ 18,6″ N, 8° 34′ 52,3″ O                                 | 1989         | Bronzeplastik Flüchtlinge von Gotthelf Schlotter |  |
|                 | Groß-Bieberau       | Kriegerdenkmal auf dem Haslochberg                                                 | 1952         | Ostlandkreuz „Ostlandkreuz. Dieser Stein birgt Erde aus Deutschlands Osten. Deutscher Ahnen Fleiß hat sie einst erschlossen. Ihre Liebe und Treue schuf sie zum Garten der Heimat. Blinder Hass raubt sie den Vätern und Söhnen. Eingedenk der Toten die in ihr verlassen ruhen, mögen die Enkel sie einst wieder pflügen.“ |  |
| Bild gesucht BW | Großenlüder         | Friedhof 50° 35′ 23,7″ N, 9° 31′ 47,5″ O                                           |              | Gedenkstein |  |
|                 | Groß-Gerau          | Friedhof 49° 55′ 5,4″ N, 8° 29′ 26,1″ O                                            | 1965         | Mahnmal „Den Toten der Heimat. Den Opfern der Vertreibung.“ |  |
| Bild gesucht BW | Gründau             | kath. Kirche 50° 12′ 22,8″ N, 9° 6′ 30,9″ O                                        | 2001         | Gedenkstein, stilisierte Karte des Deutschen Reichs ohne Polnischen Korridor „15 Millionen Deutsche verloren in den Jahren 1944–1947 durch Flucht und Vertreibung ihre Heimat im Sudetenland, in Ostpreußen, Westpreußen, Pommern, Posen, Ostbrandenburg, Schlesien und in Ost- und Südosteuropa. 2,5 Millionen Menschen kamen dabei ums Leben. Viele der in Gründau seßhaft gewordenen haben großen Anteil am Entstehen der Christkönigsgemeinde und an der Erstellung dieser Kirche im Jahr 1965. Die alte Heimat bleibt ihnen und uns unvergessen. Errichtet im Jahr 2001.“ |  |
| Bild gesucht BW | Gründau             | Friedhof von Niedergründau 50° 12′ 45,5″ N, 9° 6′ 35,1″ O                          | 1954, 2000   | Gedenktafel „Ehret unsere Toten von Flucht und Vertreibung. Errichtet Sept. 1954 von den Heimatvertriebenen.“ |  |
| Bild gesucht BW | Guxhagen            | Friedhof 51° 11′ 58,7″ N, 9° 29′ 0,8″ O                                            | 1952, 1983   | Gedenkkreuz |  |
| Bild gesucht BW | Hainburg            | Wallfahrtskapelle Liebfrauenheide 50° 3′ 51,5″ N, 8° 56′ 41,2″ O                   | 1954         | Gedenkkreuz „Den Toten und der Heimat die Treue.“ |  |
| 0               | Hainburg            | Friedhof in Klein-Krotzenburg                                                      | 2004         | Gedenktafel „Wir gedenken ehrend unserer Toten und danken für die Aufnahme und Hilfe in der neuen Heimat nach der Vertreibung 1946. Die Heimatvertriebenen Klein-Krotzenburg 2004.“ |  |
| 0               | Hainburg            | Kiefernhain in Hainstadt                                                           | 2002         | Wegekreuz „Nie wieder Krieg und Vertreibung. Bund der Vertriebenen 1945–1946.“ |  |
| 0               | Hainburg            | Friedhofskapelle in Hainstadt                                                      | 1952         | Gedenkstätte |  |
| 0               | Hainburg            | St. Wendelinus in Hainstadt                                                        | 2000         | Holzrelief „Wir danken für die Hilfe in der Not der Vertreibung 1945–1946. Bund der Vertriebenen 1999.“ |  |
| Bild gesucht BW | Hanau               | Waldfriedhof in Großauheim 50° 6′ 27,2″ N, 8° 58′ 2,1″ O                           | 1948         | Gedenkstein |  |
| Bild gesucht BW | Hanau               | Martin-Luther-Anlage beim Bahnhof Hanau West 50° 8′ 3″ N, 8° 54′ 32,3″ O           | 1948         | Gedenkkreuz |  |
| Bild gesucht BW | Hanau               | linke Seitenwand vom Neustädter Rathaus 50° 8′ 0″ N, 8° 55′ 1″ O                   | 1968         | Gedenktafel „Aus ihrer Heimat Ostpreußen, Westpreußen, Pommern, Brandenburg, Schlesien, von Weichsel und Warthe, aus dem Sudetenland und dem Südosten vertriebene Deutsche Menschen fanden hier eine neue Heimat. Gemeinsam mit uns schufen sie aus Schutt und Asche eine blühende Stadt. Die alte Heimat bleibt ihnen und uns unvergessen. Angebracht im Jahre 1968.“ |  |
| Bild gesucht BW | Hanau               | Fasanerie in Klein-Auheim 50° 5′ 7,1″ N, 8° 55′ 49″ O                              | 1949         | Gedenkkreuz |  |
| Bild gesucht BW | Hanau               | Friedhof in Klein-Auheim 50° 5′ 37″ N, 8° 55′ 49″ O                                | 1947         | Gedenkstein „Der zweite Weltkrieg brachte unzähligen Menschen den Verlust ihrer Heimat, Leid und Tod und vielfaches Unrecht. Wir wollen die Nachwelt an die Notzeit erinnern und gleichzeitig den Klein Auheimer Bürgern unseren Dank bekunden, die uns in vielfacher Weise geholfen haben. Mögen in Zukunft alle Menschen in Frieden, Freiheit, Würde und unter Achtung der Menschenrechte leben. BdV, Ortsgruppe Klein Auheim.“ |  |
| Bild gesucht BW | Hattersheim         | Friedhof von Okriftel 50° 3′ 28,3″ N, 8° 29′ 41,8″ O                               | 1957         | Gedenkkreuz |  |
| 0               | Helsa               | Ende der Sudetenstraße                                                             | 1965         | sudetendeutscher Gedenkstein |  |
|                 | Heppenheim          | Städtische Parkanlage                                                              | 1988         | Ehrenmal „Ostdeutsche Heimat. Flucht und Vertreibung 1945. Unsere neue Heimat ist hier, die alte unvergessen! BdV. Bund der Vertriebenen, Ostdeutsche aus Ostpreußen, Pommern und Schlesien, von Weichsel und Warthe, aus dem Sudetenland und dem Südosten – wir kamen von jenseits der Grenzen, wo die Arbeit vieler Generationen uns Heimatrecht gab.“ – „Der Krieg verheerte unsere Heimstätten und unser Leben – Gewalt vertrieb uns von dem Boden, in dem wir verwurzelten und der die Gräber unserer Vorfahren birgt. Landsleute nahmen uns in Zeiten der Not auf.“ |  |
| 0               | Heppenheim          | Friedhof in Kirschhausen                                                           | 1951, 1980   | Gedenkkreuz „Den Toten der Heimat.“ – „Zum Gedenken an die Vertreibung 1945/46.“ |  |
| 0               | Herborn             | Gerichtskoppel oberhalb des Friedhofs                                              | 1955         | Ostkreuz und Mauertafel „Vergiss du deutsches Volk den deutschen Osten nicht.“ |  |
| 0               | Herborn             | Bürgerhaus in Burg                                                                 | 1998         | Gedenkstein „1946 wurde in Burg ein Auffanglager für Heimatvertriebene eingerichtet. 13.200 Sudetendeutsche, die aus ihrer angestammten Heimat vertrieben worden sind, kamen nach langen Irrfahrten hier in Burg an und wurden durch dieses Lager geschleust, um in den Dillkreisgemeinden eingegliedert zu werden. Viele von uns sind an den Folgen dieser inhumanen Ausweisung gestorben. Wir haben zwar unsere Heimat verloren – sie bleibt uns unvergessen –, aber hier ein neues Zuhause erworben. Dank sei allen, die damals Hilfe leisteten. Gestiftet, Sudetendeutsche Landsmannschaft.“ |  |
| 0               | Hessisch Lichtenau  | Fürstenhagen                                                                       | 1958         | Gedächtnisstätte „1945. Gedenket eurer Heimat und der Toten. Sudetenland, Schlesien, Pommern, Ost-Westpreußen, Brandenburg 1958.“ |  |
| Bild gesucht BW | Heusenstamm         | Friedhof 50° 3′ 37,6″ N, 8° 48′ 45,1″ O                                            | 1999         | Gedenkstein 1945–1946 „Im Gedenken an unsere Toten in der Heimat, in der Fremde auf den Kriegsschauplätzen, bei der Flucht und Vertreibung. Wir danken für die Aufnahme in schwerer Zeit. Bund der Vertriebenen.“ |  |
| 0               | Hirschhorn (Neckar) | Innenseite der Ersheimer Friedhofsmauer                                            | 1990         | Mahntafeln „Diese Tafel soll den Toten ein ehrendes Gedenken, Lebenden aber eine ständige Mahnung sein.Kriege zerstören Länder und Erde. Kriege zerstören Heimat und Glück. Kriege bringen um Leib und Leben. Kriege bringen nichts zurück. Nach Unrecht, Vertreibung und Leid auf Rache und Gewalt verzichten Vertriebene, haben weder Haß noch Neid und wollen ihre Peiniger nicht richten. Bund der Vertriebenen Hirschhorn 1990.“ |  |
| 0               | Hirzenhain          | Friedhof                                                                           |              | Gedenktafel „Aller Toten in ferner Heimat und der Opfer der Vertreibung zum Gedenken.“ |  |
| 0               | Hirzenhain          | Friedhof in Merkenfritz                                                            | 1955         | Gedenkstein |  |
| 0               | Hochheim am Main    | Friedhof                                                                           | 1955         | Gedenkkreuz |  |
| 0               | Hofbieber           | Friedhof in Langenbieber                                                           |              | Gedenkstein „Gedenket der Toten unserer Heimat und der Opfer der Vertreibung 1945. Ortsverein der heimatvertriebenen Langenbieber.“ |  |
|                 | Hofgeismar          | Kantor-Rohde-Park                                                                  | 1950         | Gedenkkreuz „Zum Gedächtnis unserer Toten in der Heimat und aller Kriegsopfer. Herr, geleite uns heim!“ |  |
| 0               | Hofgeismar          | Eingang der Friedhofskapelle                                                       |              | Gedenkinschrift „Deiner Sprache, deiner Sitte, deinen Toten bleibe treu + den Toten der Vertreibung, der Flucht und der ostdeutschen Heimat 1945.“ |  |
| 0               | Hohenroda           | Rhönstraße                                                                         | 1980er Jahre | Gedenkstein Bunzlau |  |
| 0               | Homberg (Efze)      | Friedhof                                                                           | 1956, 1998   | Hochkreuz mit Gedenktafel |  |
|                 | Homberg (Efze)      | Landratsamt am Stadtpark 51° 2′ 4,1″ N, 9° 24′ 5,2″ O                              | 2017         | Gedenktafel vorm Landratsamt zur Erinnerung an die Aufnahme und Ansiedlung vieler Heimatvertriebener aus dem deutschen Osten. |  |
| 0               | Homberg             | Park an der katholischen Kirche                                                    | 1991         | Gedenkstein „Als Dank den Bürgern der Stadt Homberg, welche in den Jahren 1945–46 deutsche Heimatvertriebene aus dem Sudetenland und Flüchtlinge aus Schlesien, Pommern, Ost- und Westpreußen aufgenommen haben. Errichtet im September 1991. Bund der Vertriebenen, Kreisgruppe Homberg.“ |  |
| Bild gesucht BW | Hünfeld             | Bürgerpark Haselgrund, Wegegabelung vor der Brücke 50° 40′ 51,5″ N, 9° 46′ 52,4″ O | 1983         | Gedenkstein der Patenschaft für Neustadt an der Tafelfichte |  |
| Bild gesucht BW | Hünfeld             | Bürgerpark Haselgrund 50° 40′ 49,9″ N, 9° 46′ 43,3″ O                              | 2006         | Gedenkstein mit Wappen von Neustadt a. T., Friedland und Haindorf „Zur Erinnerung an die Vertreibung der Bewohner des ehemaligen Bezirkes Friedland in Böhmen im Jahre 1945 und 1946 aus ihrer Heimat. Errichtet 60 Jahre nach der Vertreibung vom Heimatkreis Friedland, September 2006.“ |  |
| Bild gesucht BW | Hünfeld             | Friedhof 50° 40′ 13,9″ N, 9° 46′ 25,9″ O                                           |              | Ehrenmal, Wappen von Ost- und Westpreußen „Ehrfurcht vor den Opfern der Kriege und der Gewalt. Mahnung für die Lebenden.“ |  |
|                 | Hünstetten          | Limbach 50° 14′ 40,6″ N, 8° 10′ 35,6″ O                                            |              | |  |
| Bild gesucht BW | Hungen              | Friedhof 50° 28′ 27,6″ N, 8° 53′ 47″ O                                             | 1983         | „Zum Gedächtnis unserer Toten in der Heimat und aller Vertreibungs- und Kriegsopfer. B.D.V. Ortsgruppe Hungen.“ |  |
| Bild gesucht BW | Idstein             | Amtsgericht 50° 13′ 20,8″ N, 8° 15′ 58″ O                                          | 1953, 1990   | Gedenkstein |  |
| 0               | Immenhausen         | Werksgarten der Glashütte Süßmuth                                                  | 1955         | Steinkreuz mit Gedenkstein „Orate. Für die gefallenen, verstorbenen, für die verhungerten, vergewaltigten, für die verschleppten, versklavten und vertriebenen Brüder und Schwestern. Errichtet am 10. Jahrestag der Vertreibung 28.06.1955.“ |  |
| 0               | Immenhausen         | Glasmuseum Immenhausen                                                             | 1955         | Gemälde zur Flucht aus Penzig und zur Ankunft in Immenhausen „Wir sind auf dunklen Wegen hergekommen, davor euch bangt. 1947.“ |  |
|                 | Immenhausen         | Tannenkamp in Holzhausen                                                           | 1953, 2001   | Gedenkstätte mit Holzkreuz „Mahngedenkstätte der vertriebenen Deutschen nach 1945.“ |  |
| 0               | Immenhausen         |                                                                                    | 1955/56      | Gedenkstätte „Vergesst die Heimat nicht! Den Opfern der Austreibung zum Gedenken – errichtet vom BdV 1955.“ – „Heimatrecht + Menschenrecht.“ |  |
| 0               | Jossgrund           | Kirche in Lettgenbrunn                                                             | 1979         | Gedenkstein |  |
| 0               | Jossgrund           |                                                                                    | 1958         | Gedenkkreuz |  |
| 0               | Kalbach             | Friedhof in Mittelkalbach                                                          |              | Gedenkstein „Schweige in Andacht. Gedenke der Toten in der Heimat und der Opfer der Vertreibung aus dem Osten 1945.“ |  |
| 0               | Kassel              | Beim Bombenopferfeld am Hauptfriedhof                                              | 1999         | Gedenkstein „Zum Gedenken an die Opfer durch Flucht und Vertreibung. Bund der Vertriebenen Kassel 1999.“ |  |
| 0               | Kelsterbach         | Mainanlagen                                                                        |              | Gedenkstein der Egerländer |  |
| 0               | Kelsterbach         | Friedhof                                                                           |              | Vertriebenenkreuz und Granittafel |  |
| 0               | Kiedrich            | Alter Friedhof                                                                     | 1954         | Gedenkstein |  |
| 0               | Korbach             | Landratsamt                                                                        | 1961         | Pyritz-Stein „Pyritz 550 km.“ Pyrzyce |  |
| 0               | Korbach             | Stadtpark                                                                          | 1965         | Pyritz-Brunnen, Wappen von Pyritz und Otto von Bamberg |  |
| 0               | Körle               | Berglandhalle                                                                      | 1990         | Gedenkstein „1945–1946 wurden in Körle 300 Heimatvertriebene aufgenommen. 216 Sudetendeutsche, 30 Schlesier, 12 Westpreußen, 12 Ostpreußen, 21 Pommern, 6 Brandenburger, 3 Letten. Sie können stolz sein, denn sie haben sich aus eigener Kraft aus dem Nachkriegselend herausgearbeitet und ein Schicksal bezwungen, das Andere kaum verstehen.“ |  |
| 0               | Krofdorf-Gleiberg   | Friedhof                                                                           | 1960         | Gedenkstein |  |